# AGO Ao 225
L'AGO Ao 225, designazione aziendale FP 30, fu un cacciabombardiere pesante (kampfzerstörer) bimotore progettato dall'azienda aeronautica tedesca AGO Flugzeugwerke GmbH e rimasto alle prime fasi di sviluppo.
Derivato dal precedente AGO Ao 192 da trasporto civile, l'Ao 225, caratterizzato dall'inusuale collocamento del motore (o due) all'interno della fusoliera e collegato alle eliche situate sul bordo d'attacco alare tramite alberi di trasmissione, non riuscì ad imporsi sulla concorrenza per la maggior complessità del sistema.

## Storia del progetto
Nell'ambito dei propositi di espansione territoriale Adolf Hitler approvò, nell'ottobre 1938, un nuovo programma per lo sviluppo della tecnologia militare nel quale l'aviazione era una delle componenti principali. Nei progetti del Reichsmarschall Hermann Göring, a capo del Reichsluftfahrtministerium (RLM), il ministero che nella Germania dell'epoca sovraintendeva l'intero settore dell'aviazione, era necessario istituire 16 Zerstörergeschwader ("ZG", reparti equivalenti agli stormi per la Regia Aeronautica) equipaggiati con gli zerstörer ovvero un particolare tipo di aereo da caccia pesante bimotore. I velivoli in dotazione ai reparti dovevano essere i Messerschmitt Bf 110. ed un loro sviluppo più efficiente che, nelle previsioni, ne doveva superare i limiti, il Messerschmitt Me 210.
Tuttavia l'RLM nei primi mesi del 1937 emise una specifica per la fornitura di questa tipologia di velivolo alla quale parteciparono anche la AGO Flugzeugwerke, la Focke-Wulf. e la Arado Flugzeugwerke. con progetti che, come prevedeva il capitolato, riguardavano un nuovo modello bimotore ad ala bassa che potesse ricoprire quel ruolo principale e, tramite poche modifiche, anche quello di bombardiere con capacità di bombardamento in picchiata, ricognitore e caccia notturno.
La AGO Flugzeugwerke decise di intraprendere lo sviluppo del progetto identificato come FP 30, riutilizzando l'esperienza acquisita con lo sviluppo del bimotore da turismo Ao 192, un velivolo dall'aspetto convenzionale ma da un'inusuale impostazione che già aveva caratterizzato alcuni bombardieri R-Typ di epoca imperiale, ovvero l'installazione delle unità motrici all'interno della fusoliera collegate alle eliche, posizionate davanti a piccole gondole collocate in posizione convenzionale sul bordo d'attacco alare, tramite rinvii meccanici, alberi motore e giunti cardanici in modo da trasmettervi il moto.
Inizialmente era prevista l'installazione di due distinti motori, una coppia, a seconda delle fonti, di Daimler-Benz DB 601 da 1 100 PS. o Junkers Jumo 210, dei 12 cilindri a V rovesciata raffreddati a liquido, posizionati in tandem con la parte anteriore, quella dell'elica, una di fronte all'altra. Un successivo studio prevedeva la sostituzione dei due motori con un unico Daimler-Benz DB 606 24 cilindri a doppia V sempre raffreddato a liquido, un supermotore in grado di fornire 2 400 PS.
Venne avviata la costruzione di un mockup, per valutare il miglior compromesso nell'installazione dei sistemi di trasmissione del moto alle eliche nelle varie motorizzazioni previste. Gli studi preliminari confrontati con quelli passati che evidenziavano il congenito problema legato ai vari organi meccanici di trasmissione che trasmettevano anche forti vibrazioni a tutta la cellula, fecero valutare all'ufficio tecnico dell'azienda di perseguire un'impostazione più convenzionale posizionando separatamente i due motori su altrettante gondole alari. Sottoposto alla valutazione del Technische Amt dell'RLM, assieme ai concorrenti Arado E 561 (che si svilupperà nell'Arado Ar 240), Focke-Wulf Fw 57 e Me 210, il progetto venne scartato perché ritenuto troppo bisognoso di manutenzione nell'impianto di trasmissione del moto, di conseguenza la AGO interruppe ogni sviluppo. Il numero 225 verrà quindi in seguito riassegnato dall'RLM all'autogiro Focke-Achgelis Fa 225.